# 栃木インターチェンジ

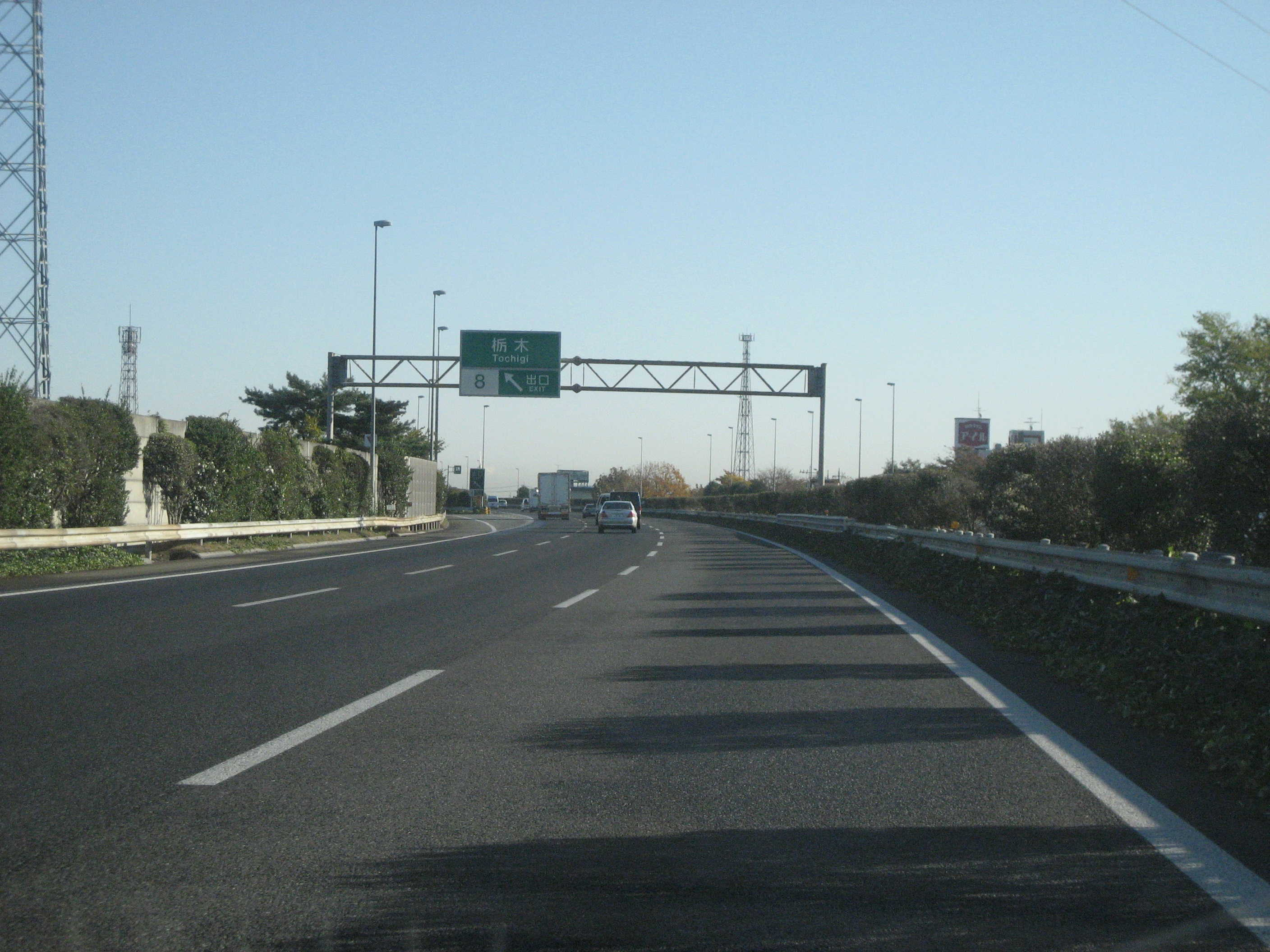
下り本線出口付近

栃木インターチェンジ（とちぎインターチェンジ）は、栃木県栃木市野中町にある東北自動車道のインターチェンジである。

## 道路
- E4 東北自動車道（8番）

## 接続する道路
- 栃木県道32号栃木粕尾線

## 料金所
- ブース数：6

### 入口
- ブース数：3
  - ETC専用：2
  - 一般：1

### 出口
- ブース数：3
  - ETC専用：2
  - 一般：1

## 周辺
- 栃木市総合運動公園
- 栃木警察署
- イオン栃木店
- ヤマダデンキテックランド栃木店（南東へ車で5分）
- コジマ×ビックカメラ栃木店
- カワチ薬品栃木インター店
- ガスト栃木店
- 新栃木駅

## 隣
E4 東北自動車道
(7)佐野藤岡IC - (7-1)佐野SA/SIC - (7-2)岩舟JCT - (8)栃木IC - (8-1)栃木都賀JCT - (8-2)都賀西方PA/SIC - (9)鹿沼IC
E50 北関東自動車道
(7-1)岩舟JCT - (8) 栃木IC - (8-1) 栃木都賀JCT(岩舟JCT〜栃木都賀JCT間は東北道との重複区間)